# Volkswagen Argentina
 (octobre 2023).
Volkswagen Group Argentina est la filiale argentine du constructeur automobile allemand Volkswagen Group. Elle a été créée en 1980 lorsque la société a acquis l'entreprise défunte Chrysler Fevre Argentina, y compris ses deux usines à San Justo et Monte Chingolo.
Aujourd'hui, VW Argentine possède deux usines, l'une à General Pacheco où l'entreprise produit ses véhicules, et l'autre à Córdoba. Cette dernière se consacre exclusivement à la fabrication de transmissions automobiles, dont la totalité de la production est exportée vers l'Europe. Les deux usines ont été inaugurées en 1995 et 1996 respectivement.
En 2010, un total de 135 600 véhicules ont été livrés. Durant les plus de 40 années de présence en Argentine, Volkswagen a produit et importé plusieurs types de vehicules, dont des automobiles, des pickups, des minibus, et des camions.
VW Argentine a récemment ajouté des vélos (non électriques à ce jour) à sa ligne de produits vendus sur son site web.

## Modèles produits

### La production actuelle
| Name   | Type          | Origin | Orig. name | Produced     | Image |
| ------ | ------------- | ------ | ---------- | ------------ | ----- |
| Amarok | Pickup        | GER    | Amarok     | 2009–present |       |
| Taos   | Crossover SUV | GER    | Taos       | 2021–present |       |

### Production passée
| Name         | Type                                | Origin | Orig. marque | Orig. name                    | Produced  | Image |
| ------------ | ----------------------------------- | ------ | ------------ | ----------------------------- | --------- | ----- |
| 1500         | Sedan                               | UK     | Rootes Group | Hillman Avenger               | 1982–88   |       |
| Combi        | Minivan / Panel van / Pickup        | GER    | Volkswagen   | Transporter (2nd. generation) | 1981–90   |       |
| Gacel        | Sedan / Station wagon               | BRA    | Volkswagen   | Gol (1st. generation)         | 1983–96   |       |
| Gol / Voyage | Subcompact / Station wagon / Pickup | BRA    | Volkswagen   | Gol (1st.–3rd. generation)    | 1993–2021 |       |
| Polo Classic | Sedan                               | GER    | Volkswagen   | Derby (3rd. generation)       | 1996–2008 |       |
| Caddy        | Van                                 | SPA    | SEAT         | Inca                          | 1996–2008 |       |
| Suran        | Mini MPV                            | BRA    | Volkswagen   | Fox (station wagon)           | 2007–19   |       |

Notes
1. ↑  It had been previously manufactured by Chrysler Fevre Argentina under the Dodge brand.
2. ↑  It was renamed "Senda" in 1990.
3. ↑  In Argentina, the "Voyage" was the 4-door version of the Gol.
4. ↑  Rebranded "Gol Country", produced until 2013[6].
5. ↑  Named "Saveiro".

## References
1. 1 2  Volkswagen, 40 años en argentina on Ambito, 5 May 2020
2. ↑  Volkswagen festeja sus 40 años en Argentina on Cars Magazine, 24 Apr 2020
3. ↑  Auftakt für die Errichtung des Ferdinand Porsche Instituts in Argentinien Pressemitteilung, 6. Oktober 2011
4. 1 2 3  Historia de Volkswagen en Argentina on AutoHistoria
5. ↑  40 años de Volkswagen en Argentina: ¿sabías que la Kombi se fabricó en el país? on TN, 26 Apr 2020
6. ↑  Adiós la VW Gol Country, 18 Sep 2013
7. ↑  Volkswagen Voyage se dejaría de fabricar on Autocosmos, 10 Jul 2021
8. ↑  VW deja de fabricar el Suran en el país tras 12 años y lo reemplazará un nuevo modelo, La Nación, 4 Jan 2019